# Ellen Charlotte Higgins
Pour les articles homonymes, voir Higgins.
Ellen Charlotte Higgins, née le 14 août 1871 à Brixton, Londres et morte le 13 décembre 1951, à Édimbourg, est une enseignante et principale de collège britannique. Elle est la troisième principale du Royal Holloway College de l'université de Londres, de 1907 à 1935.

## Biographie
Ellen Charlotte Higgins naît à Brixton en 1871. Ses parents, Henry Bell Higgins,éditeur, et Margaret Hay sont d'origine écossaise. Elle fait ses études au Edinburgh Ladies' College et obtient une bourse d'entrée au Royal Hollloway College en 1890, l'une des 32 étudiantes acceptées cette année-là. Pendant ses études, elle joue du violon et de l'alto dans la formation du collège et pratique le hockey et le cricket. Elle obtient son diplôme d'anglais de l'université de Londres avec mention très bien en 1894  et à se classe également aussi aux examens universitaires d'Oxford.

## Carrière
Elle enseigne les mathématiques au Cheltenham Ladies' College de 1895 à 1907, devenant chef de département.
Elle est nommée principale du Royal Holloway College en 1907, succédant à Emily Penrose. Elle est membre du sénat de l'université de Londres de 1911 à 1935. Elle y fait la connaissance de Ulrica Dolling, secrétaire du conseil des gouverneurs du RHC, et les deux femmes deviennent inséparables. Juste avant la Première Guerre mondiale, Ellen Charlotte Higgins empêche que le RHC soit expulsé de l'université de Londres, sous le prétexte qu'il était éloigné géographiquement de Londres. Elle soutient l'admission des femmes au conseil d'administration et, en 1920, la principale devient gouverneur ex officio. Elle participe à nouveau à la formation musicale du collège, The Band, où elle joue du violoncelle et de la contrebasse, et prend des cours de clarinette avec Frederick Thurston. En 1908, la RHC's Women's Suffrage Society est fondée, avec son soutien, bien qu'elle n'y participe pas, mais encourage les étudiantes à s'y intéresser. Janet Ruth Bacon (en) lui succède comme principale du RHC en 1935.
Son portrait est conservé dans la collection d'art Royal Holloway de l'Université de Londres.